# Johanna Silva
Johanna Silva (* 15. November 1997) ist eine deutsche Tennisspielerin.

## Karriere
Silva spielt bislang vor allem auf der ITF Women’s World Tennis Tour, wo sie bislang einen Titel im Doppel gewinnen konnte.
2016 qualifizierte sie sich für das Hauptfeld im Dameneinzel des ITF Future Nord, wo sie mit einem 6:4 und 7:5 Sieg über Carolin Schmidt ins Achtelfinale einziehen konnte, dort aber dann gegen Lena Greiner mit 4:6 und 4:6 verlor.
2023 konnte sie sich im Oktober für das Hauptfeld der mit 60.000 US-Dollar dotierten Challenger Hamburg – Hamburg Ladies & Gents Cup qualifizieren, wo sie dann aber in ersten Runde des Hauptfeldes gegen Julia Stusek mit 4:6, 6:1 und 4:6 verlor. Im Doppel verlor sie an der Seite von Phillippa Preugschat ebenfalls bereits in der ersten Runde mit 4:6 und 3:6 gegen Berfu Cengiz und Viktória Morvayová.
2024 erhielt sie im August eine Wildcard für die ECE Ladies Hamburg Open, ihrem ersten Turnier der WTA Challenger Series, wo sie in der ersten Runde gegen Polina Kudermetowa mit 2:6 und 3:6 verlor.
In der 2. Tennis-Bundesliga spielte sie 2013 für den Club an der Alster, 2017, 2019 und 2022 für den THC von Horn und Hamm.

### College Tennis
Von 2016 bis 2021 spielte sie für die Tennessee Volunteers, dem Damentennisteam der University of Tennessee.

## Turniersiege

### Doppel
| Nr. | Datum            | Turnier  | Kategorie | Belag     | Partnerin      | Finalgegnerinnen               | Ergebnis   |
| --- | ---------------- | -------- | --------- | --------- | -------------- | ------------------------------ | ---------- |
| 1.  | 28. Oktober 2023 | Monastir | ITF W15   | Hartplatz | Alicia Melosch | Tamara Čurović Amelia Waligora | ohne Spiel |

## Persönliches
Johanna Silva ist die Tochter von Christina und Jagath de Silva. Sie hat fünf Geschwister, Anna, Jenny, Lina, Larissa und Robin.